# Roosdaal
Roosdaal este o comună în provincia Brabantul Flamand, în Flandra, una dintre cele trei regiuni ale Belgiei. Comuna este formată din localitățile Borchtlombeek, Onze-Lieve-Vrouw-Lombeek, Pamel și Strijtem. Suprafața totală este de 21,69 km². Comuna Roosdaal este situată în zona flamandă vorbitoare de limba neerlandeză a Belgiei. La 1 ianuarie 2008 comuna avea o populație totală de 10.934 locuitori. 
1. ↑  Crossroad Bank of Enterprises, accesat în 12 iulie 2023
2. ↑  GeoNames, accesat în 9 iulie 2017